# Astigmatismo (oftalmologia)
L'astigmatismo (dal greco ἀ-, ἀν- a, an, mancanza, privazione; e στιγμή stigmé, punto, cioè "non puntiforme") è un'ametropia che si presenta quando il sistema oculare non è in grado di mettere a fuoco uniformemente un'immagine su tutti gli assi. Consiste perciò in quella condizione refrattiva in cui differenti meridiani hanno differenti capacità diottriche. 

## Definizione
Normalmente, in un occhio sano (o emmetrope) i raggi di luce convergono su un medesimo punto, ossia la fovea. Semplificando, potremmo immaginare l'occhio come una lente di ingrandimento, in grado di focalizzare la luce in un certo fuoco secondo le diottrie di quella determinata lente (una lente con 2 D metterà a fuoco un'immagine a 1/2 = 0,5 m ossia 50 cm, ad esempio). Se la lente è sferica, presenterà una medesima curvatura su ogni asse di simmetria, e perciò risulta indifferente l'asse preciso in cui entra la luce: essa verrà messa a fuoco nello stesso punto. Se tuttavia immaginiamo di avere un ellissoide, ecco che la luce incontrerà una certa curvatura su un determinato asse, o meridiano (per esempio quello craniocaudale), mentre incontrerà una curvatura più o meno accentuata su un altro meridiano (ad esempio quello che va da tempia a tempia). Perciò ciascun meridiano avrà differente potere diottrico, e da differente potere diottrico risulteranno differenti poteri focali, da cui l'incapacità di formare un'immagine definita sulla fovea. Questo fa sì che l'astigmatismo venga chiamato ametropia asimmetrica, in contrasto alle ametropie simmetriche ossia miopia, ipermetropia e presbiopia.
I raggi che attraversano il diottro oculare perciò formano il conoide di Sturm: secondo la posizione che le linee focali del conoide occupano rispetto alla retina, l'astigmatismo può essere semplice, composto o misto. Anche se l'astigmatismo, di per sè, non preclude alcuna direzionalità nella sua definizione, si individuano tipicamente due meridiani, detti meridiani principali, uno di potere massimo e uno di potere minimo, solitamente ortogonali fra loro. Il singolo meridiano potrà poi proiettarsi posteriormente alla fovea (e risultare così ipermetrope) oppure anteriormente (e risultare così miope) oppure essere emmetrope.
Solitamente viene infatti riportato questo asse all'interno del referto oculistico, considerando come meridiano zero quello che passa da tempia a tempia: da qua si descrivono tutti gli assi, ciascuno con angolo compreso tra {\displaystyle 0^{\circ }} e {\displaystyle 180^{\circ }}. Un astigmatismo è detto contro regola quanto più il meridiano di potere massimo si avvicina a questo asse (cioè tra {\displaystyle 0^{\circ }} e {\displaystyle 180^{\circ }}) mentre è detto secondo regola se è vicino ai {\displaystyle 90^{\circ }}(di solito si considera tale tra {\displaystyle 60^{\circ }} e {\displaystyle 120^{\circ }}): questa nomenclatura non è casuale, ma rispecchia la norma fisiologica secondo cui le palpebre, esercitando pressione, incurvano maggiormente l'asse perpendicolare. Risulta perciò fisiologico nel bambino un lieve astigmatismo secondo regola, al contrario un astigmatismo contro regola spesso ha una componente interna, dovuta a modifiche accomodative del cristallino con l'avanzare dell'età (che incurvano il cristallino secondo il meridiano opposto).

## Cause
Prima abbiamo supposto che il sistema diottrico fosse sferico: in realtà un certo grado di astigmatismo corneale è fisiologico (mediamente 0,50 — 0,75 diottrie) dovuto alla pressione palpebrale. Questo astigmatismo è compensato in maniera uguale e contraria dai mezzi diottrici interni all'occhio, in modo da non presentare astigmatismo rifrattivo totale. Le superfici che presentano usualmente astigmatismo sono la cornea e il cristallino: bisogna tuttavia tener presente che, delle 62 diottrie dell'apparato visivo umano, la cornea da sola ne racchiude più dei due terzi (41-45 D), perciò anche piccole lesioni corneali possono generare ampi difetti refrattivi. Da ciò si intuisce facilmente come la maggior parte degli astigmatismi abbia origine corneale.
Questa superficie corneale, tuttavia, presenta normalmente una certa rigidità (0,50 D SR) che viene fisiologicamente e lievemente deformata dalla pressione esercitata dalle palpebre. Al cristallino è solitamente attribuito un modesto astigmatismo di 0,50 D-0,75 D CR, che può essere causato dall'inclinazione fisiologica del cristallino e/o dalla sua forma. L'astigmatismo di grado elevato è generalmente congenito e può subire delle lievi variazioni nel corso della vita. L'astigmatismo secondario invece è successivo a modificazioni della cornea o del cristallino a seguito di traumi, lesioni e infezioni.
Tra le cause funzionali è stata ipotizzata anche una postura errata, con conseguente inclinazione del capo, che è all'origine di astigmatismi obliqui o contro regola. Nell'età della presbiopia si riscontrano frequentemente astigmatismi lievi e contro regola.

## Insorgenza
È caratterizzato da una notevole componente ereditaria, principalmente nella forma autosomica dominante. Non si presenta solitamente prima dei due anni e nel bambino è prevalentemente nella forma SR (secondo regola), meno frequente quella obliqua e ancor meno quella CR (contro regola). Quest'ultima forma è più frequente in età matura. L'80% degli astigmatismi è compreso tra 0 e 2,00 D e la variazione dell'errore nel tempo è modesta. Con l'aumentare dell'età l'astigmatismo varia sia perché varia la curvatura corneale, sia per variazioni "interne" del cristallino, divenendo prevalente nell'età senile l'astigmatismo di tipo CR.

## Sintomi
A seconda del tipo di astigmatismo, i sintomi possono essere molto differenti. Astigmatismi di grado lieve possono essere asintomatici, oppure presentare sintomi derivanti dal continuo cambio di messa a fuoco (accomodazione), nel tentativo di ottenere un'immagine più nitida possibile.
La visione nell'astigmatismo è quasi normale per lievi entità, mentre è generalmente ridotta per entità superiori e a nessuna distanza migliora. Gli oggetti percepiti possono apparire distorti, come allungati, specie negli astigmatismi d'entità notevole (>=1D). Generalmente la distorsione lungo la direzione verticale è sentita come meno fastidiosa e interferisce meno con la lettura. Astigmatismi di lieve entità inducono sintomi di tipo astenopico. Per migliorare la visione nel caso di astigmatismo obliquo, alcuni soggetti mantengono la testa leggermente inclinata.
I sintomi generalmente consistono in dolori ai bulbi oculari, dolori sull'arcata ciliare, cefalea, bruciore agli occhi, lacrimazione eccessiva. Astigmatismi di grado elevato presentano solitamente una visione sfocata, nella visione sia da lontano sia da vicino.

## Tipi
Vi sono differenti tipi di classificazione dell'astigmatismo in base a differenti criteri.
- A seconda degli elementi anatomici coinvolti, si può avere:
  - Astigmatismo corneale, dovuto a un'anomala curvatura della cornea
  - Astigmatismo interno o lenticolare, dovuto ad alterazioni dei mezzi diottrici interni all'occhio (es. cristallino).
- A seconda dell'orientamento del meridiano corneale, si può avere:
  - Astigmatismo secondo regola o diretto. È il più diffuso.
  - Astigmatismo contro regola o indiretto.
  - Astigmatismo obliquo
- A seconda della posizione dei due fuochi rispetto alla retina, si può avere:
  - Astigmatismo miopico
    - semplice: una linea focale è miope, cade cioè davanti alla retina
    - composto: entrambe le linee focali sono miopi, cadono cioè davanti alla retina

  - Astigmatismo ipermetropico
    - semplice: una linea focale è ipermetrope, cade cioè dietro alla retina
    - composto: entrambe le linee focali sono ipermetropi, cadono cioè dietro alla retina

  - Astigmatismo misto. Una linea focale è miope, cioè cade davanti alla retina, e l'altra è ipermetrope, cioè cade dietro la retina,
- Il grado di astigmatismo si esprime in diottrie. A seconda del grado possiamo avere:
  - Astigmatismo debole/lieve: da 0 a 1 diottrie.
  - Astigmatismo medio: da 1 a 2 diottrie.
  - Astigmatismo forte/elevato: superiore a 2 diottrie.

## Diagnosi
I test utilizzati dal medico oculista per evidenziare la presenza e determinare un astigmatismo sono:
- Ottotipi: sono utilizzati per quantificare il deficit di acutezza visiva prodotto dall'astigmatismo;
- Cheratometro o oftalmometro: permette di misurare la curvatura anteriore della cornea nella sua zona centrale. Questo test è importantissimo poiché la maggior parte degli astigmatismi, soprattutto di grado medio ed elevato, è dovuta a una cornea astigmatica od a imperfezioni su di essa, come ad esempio ad un cheratocono;
- Topografia corneale: rappresenta una versione più avanzata del cheratometro, permette di ottenere la mappatura punto per punto della curvatura della cornea. Questo test è importante nella contattologia e in chirurgia refrattiva.
- Autorefrattometro o lo schiascopio (versione manuale dell'autorefrattometro): permettono di ottenere una misura oggettiva (senza collaborazione del paziente) della componente astigmatica;
- Test soggettivo della refrazione: permette di ottenere con la collaborazione del paziente la corretta misura dell'astigmatismo.

## Trattamento
Deve essere personalizzato dal medico oculista. L'astigmatismo può essere corretto con l'uso di lenti oftalmiche cilindriche o toriche, oppure con lenti a contatto gas-permeabili o morbide. Come tutte le anomalie che comportano un'irregolarità della cornea, l'astigmatismo può essere corretto tramite la chirurgia refrattiva, con l'utilizzo di laser o tramite la Mini Cheratotomia Radiale Asimmetrica (M.A.R.K.), in grado di bloccare l'evoluzione dell'astigmatismo e del cheratocono di I e II stadio.  La correzione di un astigmatismo richiede alcune considerazioni inerenti all'effetto sull'immagine retinica, l'eventuale conseguente distorsione dell'immagine percepita, l'età della persona e la sua influenza sull'accettazione della lente, le abitudini precedenti, l'entità della condizione astigmatica e le modifiche di compensazioni precedenti in merito all'asse e al potere. La compresenza di ametropie, il grado di astigmatismo, la salute oculare, lo stile di vita e altri fattori individuali contribuiscono a determinare la soluzione più idonea. L'astigmatismo è meno frequente rispetto alla miopia, per questo le lenti a contatto e alcune tecnologie apposite di chirurgia refrattiva per astigmatici sono comparsi solamente alla fine degli anni novanta.